# Mittelgriechische Sprache

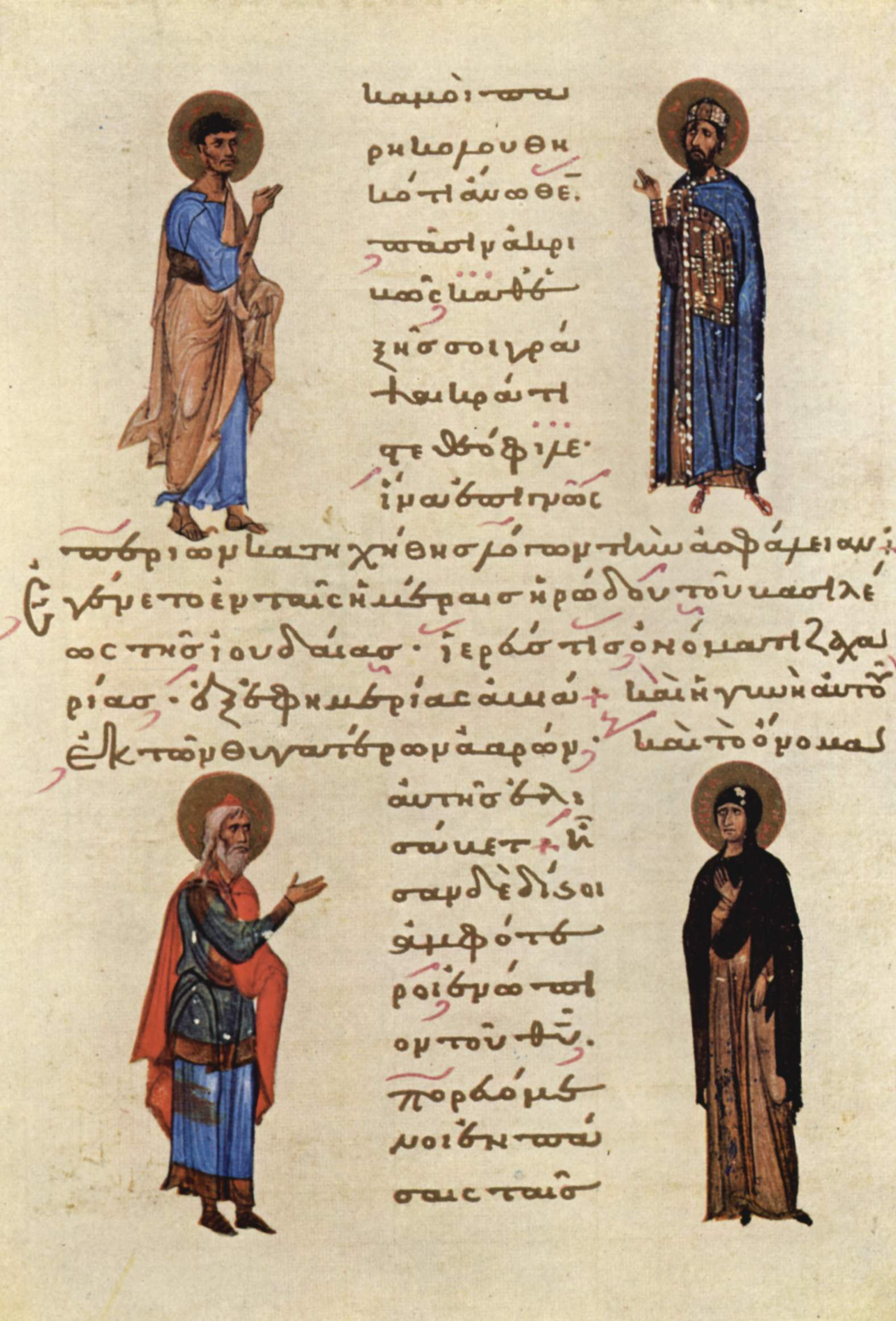
Buchseite mit Miniaturen von vier Heiligen. Werk eines unbekannten byzantinischen Malers aus dem frühen 11. Jahrhundert.

Unter Mittelgriechisch versteht man gemeinhin die Sprachstufe des Griechischen zwischen dem Beginn des Mittelalters um 600 und der Eroberung der Stadt Konstantinopel durch die Osmanen 1453, da mit diesem Datum meist das Ende des Mittelalters für Südosteuropa definiert wird. Griechisch war ab dem 7. Jahrhundert die alleinige Verwaltungs- und Staatssprache des Byzantinischen Reichs, die damalige Sprachstufe wird daher auch als byzantinisches Griechisch bezeichnet. In mehreren Sprachen wird der Begriff mittelalterliches Griechisch verwendet, darunter im Englischen (Medieval Greek), Französischen (Grec médiéval) und Neugriechischen (Μεσαιωνική ελληνική [γλώσσα] Meseonikí ellinikí [glóssa]).
Der Beginn dieser Sprachstufe wird gelegentlich bereits auf das 4. Jahrhundert datiert, entweder auf den Zeitpunkt der Verlegung der kaiserlichen Hauptresidenz nach Konstantinopel im Jahr 330 oder die Reichsteilung von 395, doch geht dieser Ansatz weniger von den kulturellsprachlichen als vielmehr von politischen Entwicklungen aus und ist daher recht willkürlich. Erst im 7. Jahrhundert war die oströmisch-byzantinische Kultur so massiven Veränderungen unterworfen, dass es sinnvoll erscheint, von einer Zäsur zu sprechen. Das mittelalterliche Griechisch ist das Bindeglied zwischen der antiken und der neuzeitlichen Sprachform, denn einerseits ist seine Literatur noch stark vom Altgriechischen geprägt und andererseits konnten sich in der gesprochenen Sprache gleichzeitig fast alle Eigenheiten des Neugriechischen entwickeln.
Die Erforschung der mittelgriechischen Sprache und Literatur ist ein Teilgebiet der Byzantinistik oder Byzantinologie, die sich umfassend und interdisziplinär mit Geschichte und Kultur der byzantinischen Welt befasst.

## Geschichte und Verbreitung

Die Grenzveränderungen des Byzantinischen Reiches

Die islamische Expansion im 7. und 8. Jahrhundert
Ausbreitung unter dem Propheten Mohammed, 622–632
Ausbreitung unter den vier „rechtgeleiteten Kalifen“, 632–661
Ausbreitung unter den Umayyaden, 661–750

Mit der Etablierung eines zweiten römischen Kaiserhofs in Konstantinopel im 4. Jahrhundert rückte das politische Zentrum des Römischen Reichs in eine griechischsprachige Umgebung, vor allem nach der faktischen Reichsteilung von 395. Latein blieb in Ostrom zunächst die Sprache sowohl des Hofes und der Armee als auch amtlicher Dokumente, begann jedoch ab dem 5. Jahrhundert zu schwinden. Allerdings drangen damals zahlreiche lateinische Lehnwörter ins Griechische ein. Ab der Mitte des 6. Jahrhunderts wurden Gesetzesnovellen zumeist auf Griechisch verfasst und allmählich auch Teile des lateinischen Corpus iuris civilis ins Griechische übersetzt. Unter Kaiser Herakleios (610–641), der 629 auch den griechischen Herrschertitel βασιλεύς (Basileus) annahm, wurde Griechisch dann schließlich zur offiziellen Staatssprache Ostroms, das sich noch lange nach dem Untergang Westroms als Ῥωμανία (Romanía), seine Einwohner als Ῥωμαῖοι (Rhōmaioi ‚Römer‘) bezeichnete.
Die Zahl der griechischen Muttersprachler wird um 600 auf gut ein Drittel der oströmischen Bevölkerung, also auf etwa zehn bis fünfzehn Millionen Menschen geschätzt, wobei der Kernraum der Sprache in den antiken Siedlungsgebieten der Griechen, vornehmlich der südlichen Balkanhalbinsel und  Kleinasien lag. Die Zahl jener, die sich auf Griechisch zu verständigen wussten, dürfte aber weitaus größer gewesen sein. Auch die oströmischen Städte waren nach wie vor stark griechisch geprägt. In den südöstlichen Teilen des oströmischen Orients war die Umgangssprache hingegen Syrisch (Aramäisch).
Der Süden und Osten des Reiches wurde dann 603–619 durch die persischen Sassaniden besetzt und nach seiner Rückeroberung durch Herakleios (628) wenige Jahre später im Zuge der Islamischen Expansion durch die Araber erobert. Alexandria, ein Zentrum hellenistischer Kultur und Sprache, fiel 642 an die Araber. 693 wurde in den eroberten Gebieten Griechisch als Amtssprache durch das Arabische ersetzt. Dadurch wurde das Griechische schon im frühen Mittelalter in diesen Gebieten sehr stark zurückgedrängt.
Die verbliebenen Kernregionen des Oströmischen bzw. Byzantinischen Reiches, Kleinasien und Hellas, waren zugleich die am stärksten griechisch geprägten Gebiete. Allerdings unterschied sich die griechische Volkssprache, die aus der Koine hervorgegangen war, stark von der Sprache der Gebildeten, die künstlich an vielen Formen des Altgriechischen festhielt. Man spricht hier von einer Diglossie (siehe unten).
In das spärlich besiedelte Binnenland Anatoliens drangen ab dem späten 11. Jahrhundert mit den Seldschuken Turkvölker ein, die danach westlich gegen den griechischen Sprachraum vordrangen. Mit der Eroberung Konstantinopels (1453), Athens (1456), der Peloponnes (1459/60) und des Kaiserreichs Trapezunt (1461) durch die Osmanen endete der Status des Griechischen als Staatssprache bis zur Entstehung des modernen Griechenland im Jahr 1832. Sprachformen nach 1453 bezeichnet man als Neugriechisch.

## Sprachformen
Die überlieferten Texte in mittelgriechischer Sprache sind weit weniger umfangreich und vielfältig als die aus altgriechischer Zeit. Besonders das volkssprachliche Mittelgriechisch ist in längeren Texten erst ab dem 12. Jahrhundert belegt: Die Volkssprache war unter byzantinischen Gelehrten derart verpönt, dass volkssprachliche Texte sogar vernichtet wurden.

### Sprachdualismus
Bereits in hellenistischer Zeit begann die Diglossie der attischen Literatursprache und der sich stetig entwickelnden gesprochenen Volkssprache. Nach dem Ende der Antike wurde diese Kluft unübersehbar. Die noch vom Attischen geprägte mittelalterliche Koinē (‚Gemeinsprache‘), die über Jahrhunderte die Literatursprache des Mittelgriechischen blieb, konservierte eine nicht mehr gesprochene Stufe des Griechischen.
Die erhaltene Literatur in der attischen Literatursprache konzentrierte sich weitgehend auf die umfangreich betriebene Geschichtsschreibung (Chroniken sowie klassizistische, zeitgeschichtliche Werke), theologische Schriften und die Aufzeichnung von Heiligenlegenden. Lyrik findet sich in der Hymnendichtung und kirchlicher Poesie. Nicht wenige der byzantinischen Kaiser waren selbst als Schriftsteller tätig und schrieben Chroniken oder Werke zur byzantinischen Staatskunst, strategische oder philologische Schriften. Ferner existieren Briefe, Gesetzestexte und diverse Verzeichnisse und Listen in mittelgriechischer Sprache.
Konzessionen an das gesprochene Griechisch finden sich verschiedentlich in der Literatur: Johannes Malalas’ Chronographie aus dem 6. Jahrhundert, die Chronik des Theophanes (9. Jh.) und die Werke Konstantin Porphyrogennetos’ (Mitte 10. Jh.) lehnen sich in Wortwahl und Grammatik an die jeweilige Volkssprache ihrer Zeit an, verwenden jedoch keine Alltagssprache, sondern folgen in Morphologie und Syntax weitgehend der aus dem Altgriechischen überlieferten Koinē.
Die gesprochene Sprachform wurde mit Begriffen wie γλῶσσα δημώδης glossa dimodis (‚Volkssprache‘), ἁπλοελληνική aploelliniki (‚einfache [Sprache]‘), καθωμιλημένη kathomilimeni (‚gesprochene [Sprache]‘) oder Ῥωμαϊική Romaiiki (‚römische [Sprache]‘) bezeichnet. Beispiele für rein volkssprachliche Texte sind aus der Zeit vor 1100 äußerst spärlich überliefert. Sie beschränken sich auf zitierte Spottverse, Sprichwörter und gelegentlich in die Literatur gedrungene besonders geläufige oder unübersetzbare Formulierungen. Vom Ende des 11. Jahrhunderts sind vulgärgriechische Gedichte aus literarischen Kreisen Konstantinopels belegt.
Erst mit dem Digenis Akritas, einer Sammlung von Heldengesängen aus dem 12. Jahrhundert, die später zu einem Vers-Epos zusammengestellt wurden, liegt ein gänzlich in der Volkssprache abgefasstes literarisches Werk vor. Wie eine Gegenreaktion auf die Renaissance des Attischen unter der Dynastie der Komnenen in Werken wie Psellos' Chronographie (Mitte 11. Jh.) oder der ungefähr ein Jahrhundert später entstandenen Alexiade, der Biographie des Kaisers Alexios I. durch seine Tochter Anna Komnena, trat ab dem 12. Jahrhundert etwa gleichzeitig mit dem französischen Ritterroman die vulgärgriechische Versepik ans Licht. Sie behandelte in einem fünfzehnsilbigen Blankvers (versus politicus) antike wie mittelalterliche Heldensagen, aber auch Tier- und Pflanzengeschichten. Singulär ist die im 14. Jahrhundert ebenfalls in Versen abgefasste Chronik von Morea, die auch in französischer, italienischer und aragonesischer Sprache überliefert ist und die Geschichte der französischen Feudalherrschaften auf der Peloponnes beschreibt.
Die frühesten Prosa-Belege des Vulgärgriechischen bestehen in einigen in Unteritalien abgefassten Urkunden des 10. Jahrhunderts. Die spätere Prosaliteratur besteht aus Volksbüchern, Gesetzessammlungen, Chroniken und Paraphrasen religiöser, historischer und medizinischer Werke. Der Dualismus von Literatur- und Volkssprache sollte sich bis weit ins 20. Jahrhundert halten, ehe die griechische Sprachfrage 1976 zugunsten der Volkssprache entschieden wurde.

### Dialekte
Bemerkenswert ist, dass sich trotz ihrer weiten Verbreitung im östlichen Mittelmeerraum die griechische Volkssprache nicht wie das Vulgärlatein in zahlreiche neue Sprachen aufspaltete, sondern ein verhältnismäßig einheitlicher Sprachraum blieb. Eine Ausnahme bildet das Griechische an der Südküste des Schwarzen Meeres, die Pontische Sprache, die viele Entwicklungen der mittelgriechischen Volkssprache nicht mitvollzogen hat. Dialekte auf der Basis der Koinē bildeten sich etwa nach der Jahrtausendwende heraus. Dialektformen älterer Herkunft haben sich in den süditalienischen Exklaven des Griko und im Tsakonischen auf der Peloponnes bis heute erhalten. Einige der jüngeren Dialekte wie das Kappadokische gingen mit der Umsiedlung der Sprecher in das heutige Griechenland nach 1923 unter, das zypriotische Griechisch besteht als nicht literarische Sprachform bis heute.

## Phonetik und Phonologie

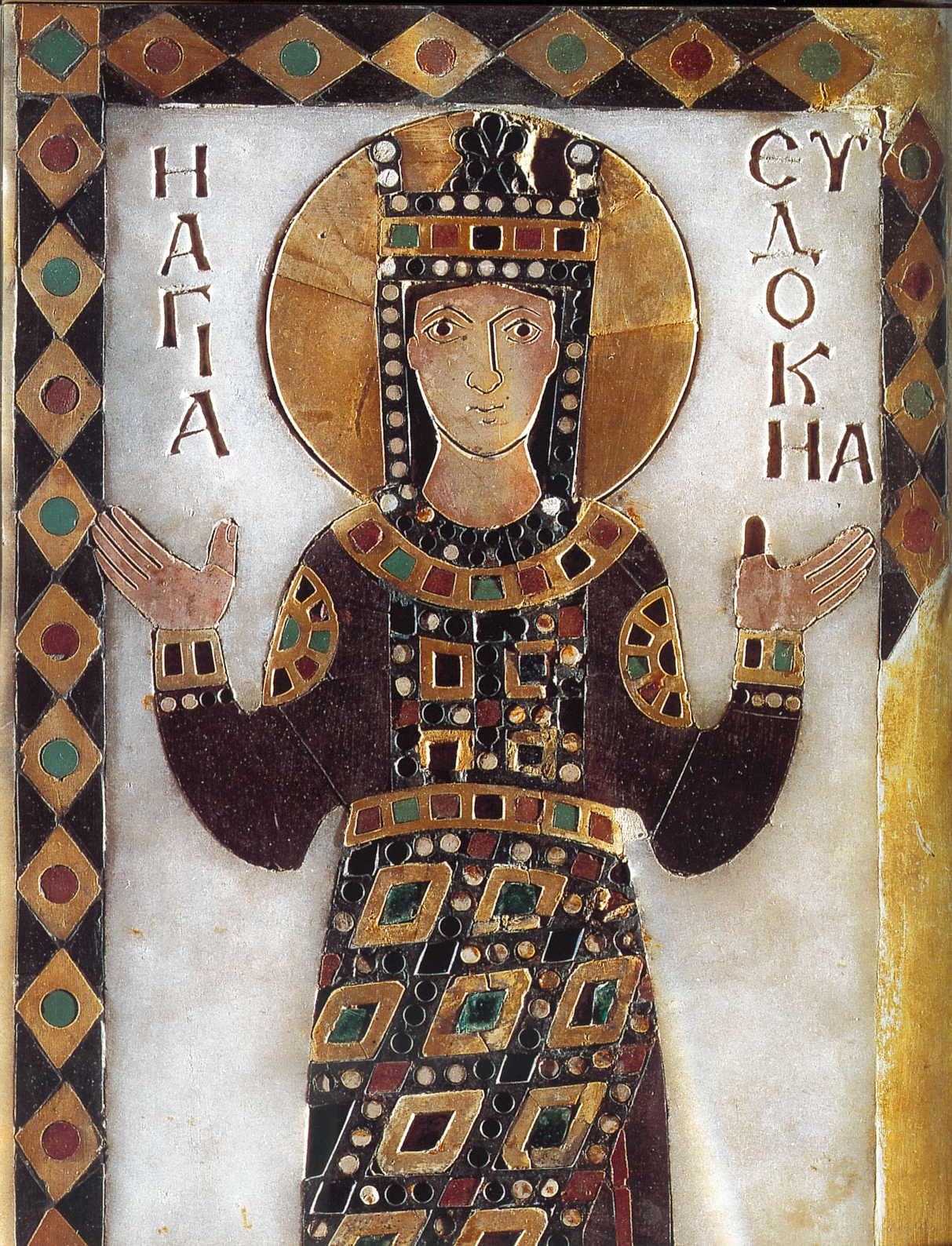
Ikone der Heiligen Eudokia aus dem 10. Jahrhundert, die Schreibung des Namens (ϵΥΔΟΚΗΑ) verwendet den Buchstaben Η für das hier eigentlich korrekte, homophone Ι

Man geht davon aus, dass die meisten Entwicklungen zur neugriechischen Phonologie im Mittelgriechischen schon vollzogen waren oder sich während dieser Sprachstufe vollzogen. Dazu gehören vor allem der bereits etablierte dynamische Akzent, der schon zu hellenistischer Zeit das altgriechische Tonsystem ersetzt hatte, das allmählich auf fünf Phoneme reduzierte Vokalsystem ohne Unterscheidung der Vokallänge und die Monophthongisierung der altgriechischen Diphthonge.

### Vokale
Die Suda, ein Lexikon vom Ende des 10. Jahrhunderts, gibt mit ihrer antistoicheischen Ordnung, die die Begriffe alphabetisch listet, aber gleich ausgesprochene Buchstaben nebeneinander einordnet, Aufschluss über den Lautstand der Vokale. So werden jeweils αι und ε, ει, η und ι, ο und ω sowie οι und υ zusammen eingeordnet, waren also homophon.
|             | Vorne        | Vorne         | Hinten   |
| Ungerundet  | Gerundet     | Gerundet      |          |
| Geschlossen | [i] ι, ει, η | [y] υ, οι, υι | [u] ου   |
| Halboffen   | [ɛ] ε, αι    |               | [ɔ] ο, ω |
| Offen       | [a] α        |               |          |

Bis etwa ins 10./11. Jahrhundert wurden υ, οι und υι [y] ausgesprochen und wurden danach zu [i]. In den Diphthongen αυ, ευ und ηυ entwickelte die zweite Komponente bereits früh von [u] vermutlich über [β] und [ɸ] zu [v] beziehungsweise [f]. Vor [n] wurde das υ zu [m] (εὔνοστος éunostos > ἔμνοστος émnostos, χαύνος cháunos > χάμνος chamnos, ἐλαύνω eláuno > λάμνω lámno) oder fiel fort (θαῦμα tháuma > θάμα tháma), vor [s] wurde es gelegentlich zu [p] (ἀνάπαυση anápausi > ἀνάπαψη anápapsi).
Die Aphärese (ἀφαίρεσις, ‚Weglassung‘ von Anlautvokalen) oder Prokope hat zu einigen neuen Wortbildungen geführt: ἡ ἡμέρα i iméra > ἡ μέρα i méra (‚der Tag‘), ἐρωτῶ erotó > ρωτῶ rotó (‚fragen‘).
Ein regelmäßiges Phänomen ist das der Synizese (συνίζησις, ‚Zusammenfassung‘ von Vokalen). Bei vielen Wörtern mit den Kombinationen /éa/, /éo/, /ía/, /ío/ verschob sich die Betonung auf den zweiten Vokal, und der erste wurde ein halbvokalisches [j]: Ῥωμαῖος Roméos > Ῥωμιός Romiós  (‚Römer‘), ἐννέα ennéa > ἐννιά enniá  (‚neun‘), ποῖος píos > ποιός piós (‚was für ein, welch‘), τα παιδία ta pedía > τα παιδιά ta pediá (‚die Kinder‘). Auch schwand vielfach der Vokal ο aus den Endungen -ιον -ion und -ιος -ios (σακκίον sakkíon > σακκίν sakkín, χαρτίον chartíon > χαρτίν chartín, κύριος kýrios > κύρις kýris).

### Konsonanten
|               | Bilabial  | Bilabial  | Labiodental | Labiodental | Dental | Dental | Alveolar | Alveolar | Palatal     | Palatal   | Velar         | Velar     |
| sth.          | stl.      | sth.      | stl.        | sth.        | stl.   | sth.   | stl.     | sth.     | stl.        | sth.      | stl.          |           |
| Plosive       |           | [p] π     |             |             |        |        |          | [t] τ    |             |           |               | ([k]) κ   |
| Nasale        | [m] μ     |           |             |             |        |        | [n] ν    |          |             |           | [ŋ] (1) (γ)   |           |
| Vibranten     |           |           |             |             |        |        | [r] ρ    |          |             |           |               |           |
| Frikative     | [β] (2) υ | [ɸ] (2) υ | [v] β/υ     | [f] φ/υ     | [ð] δ  | [θ] θ  | [z] ζ, σ | [s] σ    |             | [ç] (3) χ | ([γ]) (γ) (4) | [x] (3) χ |
| Approximanten |           |           |             |             |        |        | [l] λ    |          | [j] γ (4)/ι |           |               |           |

Schon in der Spätantike war der Wechsel im Konsonantensystem von den stimmhaften Plosiva und den behauchten stimmlosen Plosiva zu Frikativen abgeschlossen. Die velaren Laute [kʰ] und [g] spalteten sich dabei in zwei Varianten auf, eine palatale vor vorderen und eine velare vor [a] und hinteren Vokalen. Der Hauchlaut [h], der im Attischen nicht geschrieben wurde und in den meisten übrigen Dialekten schon in der Antike geschwunden war (‚Hauchpsilose‘), war im 9. Jahrhundert, da der Spiritus asper zu seiner Kennzeichnung verbindlich wurde, längst vollständig erloschen.
Änderungen im phonologischen System betreffen vor allem Konsonantenverbindungen, die Sandhi-Erscheinungen zeigen: Bei der Kombination zweier Plosive oder Frikative besteht die Tendenz zu einer Kombination aus beidem: [k] und [p] werden vor [t] zu [x] und [f] (νύκτα nýkta > νύχτα nýchta, ἑπτά eptá > ἑφτά eftá), [θ] wird vor [f] und [x] sowie nach [s] zu [t] (φθόνος fthónos > φτόνος ftónos, παρευθύς parefthýs > παρευτύς pareftýs, χθές chthes > χτές chtes). Die Nasale [m] und [n] schwinden gelegentlich vor stimmlosen Frikativen: (νύμφη nýmfi > νύφη nýfi, ἄνθος ánthos > ἄθος áthos).
Über eine ähnliche Erscheinung, die Vokalisation der stimmlosen Plosive nach Nasalen, bildete das Griechische später wieder die stimmhaften Plosive [b], [d] und [g] aus. Wann genau sich diese Entwicklung vollzog, ist nicht belegt, sie scheint in byzantinischer Zeit jedenfalls begonnen zu haben. Bereits in byzantinischen Quellen finden sich in Transkriptionen aus Nachbarsprachen die Grapheme μπ, ντ und γκ für b, d, und g, wie z. B. in ντερβίσης dervísis (für türkisch derviş ‚Derwisch‘).

## Grammatik
Das Griechische vollzog bis etwa 1100 den entscheidenden Wechsel von der alt- zur neugriechischen Grammatik und hat sich seit dieser Zeit nur noch unwesentlich verändert. Auffällig ist der Wegfall zahlreicher aus dem Indogermanischen ererbter grammatikalischer Kategorien besonders im Verbsystem sowie die Neigung zu vermehrt analytischen Bildungen und periphrastischen Verbformen, in der Syntax zu parataktischem Satzbau gegenüber den oft komplizierten und verschachtelten Konstruktionen des Altgriechischen.
Die Entwicklungen der Morphologie im Mittelgriechischen begannen in spätantiker Zeit und sind geprägt von einer Tendenz zur Systematisierung und Vereinheitlichung der Morpheme von Deklination, Konjugation und Komparation. So wurde bei den Substantiven die dritte, ungleichsilbige Deklination des Altgriechischen durch Bildung einer neuen Nominativform aus den obliquen Kasusformen der regelmäßigen 1. und 2. Deklination angepasst: ὁ πατήρ ho patér, τὸν πατέρα ton patéra > ὁ πατέρας o patéras, Akkusativ τὸν πατέραν ton patéran. Weibliche Nomina mit den Endungen -ís/-ás bildeten den Nominativ entsprechend dem Akkusativ -ída/-áda, so ἐλπίς elpís > ἐλπίδα elpída (‚Hoffnung‘) und Ἑλλάς Ellás > Ἑλλάδα Elláda (‚Griechenland‘). Von dieser Vereinfachung waren nur wenige Substantive ausgenommen, wie zum Beispiel φῶς fos (‚Licht‘), Genitiv φωτός fotos.
Die altgriechische, teils unregelmäßige Komparativ-Bildung der Adjektive mit den Endungen -ιον -ion und -ων -ōn wich allmählich der Bildung mit dem Suffix -ter und regelmäßigen Adjektivendungen: μείζων meízōn > μειζότερος mizóteros (‚der größere‘).
Aus der enklitischen Genitiv-Form des Personalpronomens der ersten und zweiten bzw. des Demonstrativpronomens der dritten Person und analogen Bildungen entstanden die unbetonten, ans Nomen angehängten (enklitischen) Possessivpronomina μου mou, σου sou, του tou/της tis, μας mas, σας sas, των ton.
Neben den Partikeln na und thená (siehe unten) entstand aus dem altgriechischen οὐδέν oudén (‚nichts‘) die Negationspartikel δέν den (‚nicht‘).
Auch in der Konjugation der Verben wurden durch analogistische Bildungen Ausnahmen und seltene Formen durch regelmäßige ersetzt. So schwand die Konjugation der Verben auf -μι -mi zugunsten regelmäßiger Formen auf -o: χώννυμι chōnnymi > χώνω chóno (‚stoßen‘). Auch die kontrahierten Verben auf -aō, -eō etc. mit teils komplizierten Verschmelzungen der Konjugationsendungen nehmen analog zu den regelmäßigen Formen deren Endungen an: ἀγαπᾷ agapâ > ἀγαπάει agapáï (‚er liebt‘). Der Gebrauch des Augments beschränkte sich allmählich auf regelmäßige, betonte Formen, die Reduplikation des Stammes wurde allmählich nicht mehr produktiv (das Perfekt außerdem periphrastisch gebildet) und blieb nur in erstarrten Formen erhalten.
Die Vielfalt der Stamm-Varianten der altgriechischen Verben reduzierte sich auf meist zwei feste Stämme für die Konjugation der verschiedenen Aspekte, gelegentlich auf einen einzigen. So erscheint der Stamm des Verbs λαμβάνειν lambánein (‚nehmen‘) im Altgriechischen in den Varianten lamb, lab, lēps, lēph und lēm und reduziert sich im Mittelgriechischen auf die Formen lamv und lav.
Das Hilfsverb εἰμί eimí (‚sein‘) zum Beispiel nahm regelmäßige passivische Endungen an, Beispiele im Indikativ Singular:
|           | Präsens     | Präsens | Präsens                        | Imperfekt  | Imperfekt | Imperfekt |
| 1. Person | εἰμί eimi   | >       | εἶμαι íme                      | ἦ ē        | >         | ἤμην ímin |
| 2. Person | εἶ ei       | >       | εἶσαι íse                      | ἦσθα ēstha | >         | ἦσοι ísy  |
| 3. Person | ἐστίν estin | >       | ἔνι éni > ἔναι éne > εἶναι íne | ἦν ēn      | >         | ἦτο íto   |

Zu den zahlreichen geschwundenen Formen gehören der Dativ, der im 10. Jahrhundert durch den Genitiv und die präpositionale Konstruktion mit εἰς is (‚in, zu‘) + Akkusativ ersetzt wurde, der Dual, ferner fast alle Partizipien und die Imperativformen der 3. Person. Der Optativ wurde durch die Konstruktion durch Nebensätze mit den Konjunktionen ὅτι óti (‚dass‘) und ἵνα ína (‚damit‘) ersetzt, ἵνα wurde über ἱνά iná zu να na. Aus der Konstruktion θέλω να thélo na (‚Ich will, dass …‘) bildete sich über spätbyzantinisch θενά thená schließlich die neugriechische Futurpartikel θα tha, die die alten Futurformen ersetzte. Antike Bildungen wie der Genitivus absolutus, der AcI und fast alle der häufigen Partizipialkonstruktionen wichen dem Gebrauch des neu entwickelten Gerundiums oder Konstruktionen mit Nebensätzen.
Die wohl auffälligste Änderung in der Grammatik gegenüber dem Altgriechischen ist der fast völlige Wegfall des Infinitivs, der durch Nebensätze mit der Partikel να na ersetzt wurde. Als Erklärung für diese Erscheinung wurden arabische Einflüsse vermutet, da eine Bildung wie ich kann, dass ich gehe bereits im klassischen Hocharabisch üblich war. Das Phänomen findet sich, möglicherweise durch das Griechische vermittelt, darüber hinaus auch in den angrenzenden Sprachen und Dialekten auf dem Balkan, namentlich im Bulgarischen und Rumänischen, die in vieler Hinsicht typologisch dem Mittel- und Neugriechischen ähneln, obwohl sie genealogisch mit ihm nicht näher verwandt sind. Mit der Erforschung dieses Balkansprachbunds befasst sich die Balkanologie.

## Wortschatz

### Innersprachliche Innovationen
Viele griechische Wörter haben in der Umgebung des oströmischen Kaiserreichs und der christlichen Religion einen entscheidenden Bedeutungswandel vollzogen. So verdrängte der Begriff für den oströmischen Staatsbürger (der sich eher über die Zugehörigkeit zur Orthodoxie als über seine sprachliche oder ethnische Zugehörigkeit definierte) Ῥωμιός Romiós (‚Römer‘) den antiken Ausdruck Ἕλλην Héllēn (‚Grieche‘), der nur noch für den Anhänger der alten olympischen Religion bzw. als Begriff für den ‚Heiden‘ verwandt wurde. Erst im 15. Jahrhundert besannen sich Gelehrte wieder auf die ethnische und vor allem sprachlich-kulturelle Kontinuität des Griechentums und verwendeten den Begriff hellenisch wieder in diesem Sinne.
Christlich beeinflusste lexikographische Änderungen im Mittelgriechischen finden sich zum Beispiel in den Wörtern ἄγγελος ángelos (‚Bote‘ > ‚Himmelsbote‘ > ‚Engel‘) oder ἀγάπη agápi (‚Liebe‘ > ‚Nächstenliebe‘, in strengerer Abgrenzung zum ἔρως érōs, der ‚körperlichen‘ Liebe).
In Wörtern des alltäglichen Gebrauchs wurden einige altgriechische Stämme durch andere ersetzt. Beispiel hierfür sind der Begriff für ‚Wein‘, wo das Wort κρασίον krasíon (etwa ‚Gemisch‘) das vom Altgriechischen ererbte οἶνος ínos verdrängte. Aus dem Wort ὄψον ópson mit der Bedeutung ‚Zukost‘, ‚was man zum Brot isst‘, entwickelte sich über das von lateinisch -arium entlehnte Suffix -άριον -árion das Wort ὀψάριον opsárion zur Bedeutung ‚Fisch‘, das durch Aphärese und Synizesis über psárin zum neugriechischen ψάρι psári wurde und das altgriechische ἰχθύς ichthys verdrängte, das als Akrostichon für Jesus Christus ein christliches Symbol geworden war.

### Lehnwörter
Das Mittelgriechische hat vor allem zu Beginn des Byzantinischen Reiches zahlreiche Latinismen übernommen, hierzu zählen vor allem Titel und andere Begriffe aus dem Leben des Kaiserhofs wie Αὔγουστος Ávgoustos (‚Augustus‘), πρίγκηψ prínkips (von lateinisch princeps ‚Prinz‘), μάγιστρος mágistros (‚Magister‘), κοιαίστωρ kiéstor (von latein. quaestor ‚Quästor‘), ὀφφικιάλος offikiálos (von latein. officialis ‚amtlich‘).
Auch Alltagsbegriffe drangen aus dem Latein ins Griechische ein, Beispiele hierfür sind ὁσπίτιον ospítion (von latein. hospitium ‚Herberge‘; daraus neugriechisch σπίτι spíti ‚Haus‘), σέλλα sélla (‚Sattel‘), ταβέρνα tavérna (‚Taverne‘), κανδήλιον kandílion (von latein. candela ‚Kerze‘), φούρνος foúrnos (von latein. furnus ‚Backofen‘) und φλάσκα fláska (von latein. flasco ‚Weinflasche‘).
Weitere Einflüsse auf das Mittelgriechische ergaben sich durch den Kontakt mit Nachbarsprachen und den Sprachen der venezianischen, fränkischen und arabischen Eroberer. Einige der Lehnwörter aus diesen Sprachen haben sich im Griechischen oder in seinen Dialekten dauerhaft gehalten:
- κάλτσα káltsa aus italienisch calza ‚Strumpf‘
- ντάμα dáma aus französisch dame ‚Dame‘
- γούνα goúna aus slawisch guna ‚Pelz‘
- λουλούδι louloúdi aus albanisch lule ‚Blume‘
- παζάρι pazári aus türkisch pazar (dies aus dem Persischen) ‚Markt, Basar‘
- χατζι- chatzi- aus arabisch haddschi ‚Mekkapilger‘, als Namenszusatz für einen Christen nach erfolgter Jerusalem-Pilgerreise

## Schrift
Das Mittelgriechische verwendete die 24 Buchstaben des griechischen Alphabets, die bis zum Ende der Antike vorwiegend als Lapidar- und Majuskelschrift und ohne Wortzwischenräume und Diakritika verwendet wurden.

### Unziale und Kursive

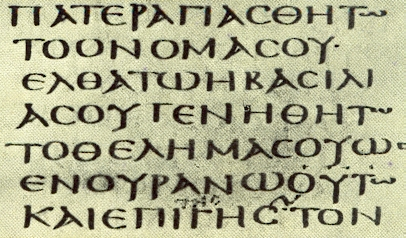
Griechische Unziale: Das Vaterunser im Codex Sinaiticus (4. Jh.)

Im dritten Jahrhundert entwickelte sich für das Schreiben auf Papyrus mit einer Rohrfeder unter Einfluss der lateinischen Schrift die griechische Unziale, die im Mittelalter die Hauptschrift für das Griechische wurde. Ein verbreitetes Charakteristikum für die mittelalterliche Majuskelschrift wie die Unziale ist eine Fülle von Abkürzungen (z. B. ΧϹ für ‚Christos‘) und Ligaturen.
Für das schnelle Ritzen in Wachstafeln mit einem Griffel entwickelte sich die erste griechische ‚Schreibschrift‘, eine Kursive, die bereits erste Unter- und Oberlängen sowie Buchstabenverbindungen zeigte. Einige Buchstabenformen der Unziale (ϵ für Ε, Ϲ für Σ, Ѡ für Ω) wurden, besonders im sakralen Bereich, auch als Majuskeln gebraucht, das Sigma in dieser Form wurde als С in die kyrillische Schrift übernommen. Die griechische Unziale verwendete erstmals den Hochpunkt als Satztrenner, wurde aber noch ohne Wortzwischenräume geschrieben.

### Minuskelschrift

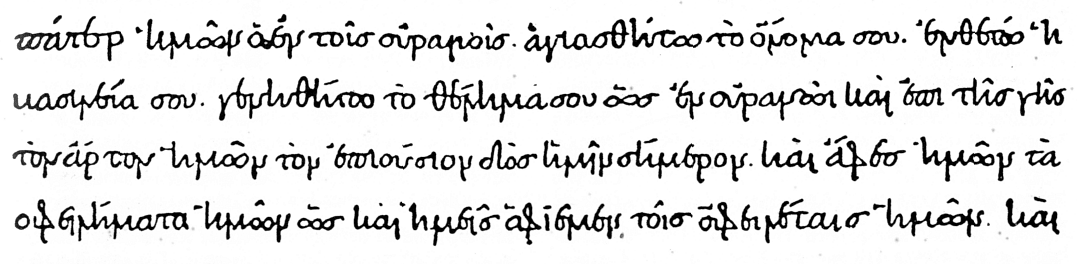
Griechische Minuskel: das Vaterunser in einer Handschrift des 10. Jh.

Ab dem 9. Jahrhundert erscheint mit der Einführung des Papiers immer häufiger die wahrscheinlich in Syrien aus der Kursiven entstandene griechische Minuskelschrift, die erstmals regelmäßig die schon im 3. vorchristlichen Jahrhundert entwickelten Akzente und die Spiritus verwendet. Diese sehr flüssige Schrift mit Über- und Unterlängen und vielen möglichen Buchstabenverbindungen verwendete als erste den Wortzwischenraum. Als letzte Formen wurden im 12. Jahrhundert das Iota subscriptum und das End-Sigma (ς) entwickelt. Nach der islamischen Eroberung Griechenlands verschwand die griechische Schrift im Bereich des östlichen Mittelmeers und beschränkte sich auf die Verwendung durch die Gräzistik in West- und Mitteleuropa. Die im 17. Jahrhundert von einem Buchdrucker aus der Antwerpener Drucker-Dynastie Wetstein entwickelte Type für Majuskeln und Minuskeln des Griechischen wurde schließlich für die moderne griechische Druckschrift verbindlich.

## Textprobe

### Attizistische Koinē
Anna Komnena, Alexiade, Beginn des ersten Buches (um 1148):
- Originaltext:
Ὁ βασιλεὺς Ἀλέξιος καὶ ἐμὸς πατὴρ καὶ πρὸ τοῦ τῶν σκήπτρων ἐπειλῆφθαι τῆς βασιλείας μέγα ὄφελος τῇ βάσιλείᾳ Ῥωμαίων γεγένεται. Ἤρξατο μὲν γὰρ στρατεύειν ἐπὶ Ῥωμανοῦ τοῦ Διογένους.
- Transkription:
O vasilevs Alexios ke emos patir ke pro tou ton skiptron epiliphthe tis vasilias mega ophelos ti vasilia Rhomeon jejenete. Irxato men gar stratevin epi Rhomanou tou Diojenous.
- IPA-Umschrift:
ɔ vasi'lɛfs a'lɛksjɔs kɛ ɛ'mɔs pa'tir kɛ prɔ tu tɔn 'skiptron ɛpi'lifθɛ tis vasi'lias 'mɛɣa 'ɔfɛlɔs ti vasi'lia rɔ'mɛɔn ʝɛ'ʝɛnɛtɛ. 'irksatɔ mɛn ɣar stra'tɛvin ɛp'i rɔma'nu tu ðiɔ'ʝɛnus
- Übersetzung:
Der Kaiser Alexios, der mein Vater war, war schon vor seiner Erlangung des Kaiserzepters dem römischen Imperium von großem Nutzen. Er begann nämlich schon unter der Kaiserschaft des Romanos Diogenes als Heerführer.

### Volkssprache
Aus dem Digenis Akritas, Madrider Manuskript, 12. Jahrhundert.
- Originaltext:

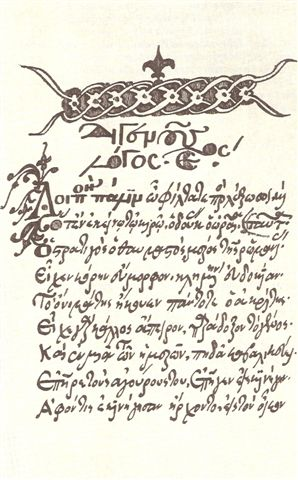
Seite aus der Athener Handschrift des Digenis Akritas

Καὶ ὁ ἀμιρὰς ὡς τὸ ἤκουσεν, μακρέα τὸν ἀποξέβην,

ἔριψεν τὸ κοντάριν του καὶ δάκτυλον τοῦ δείχνει

καὶ μετὰ τοῦ δακτύλου του τοιοῦτον λόγον λέγει:

«Νὰ ζῆς, καλὲ νεώτερε, ἐδικόν σου ἔναι τὸ νίκος.»
Rezitation dieser Verse anhörenⓘ
- Transkription:

Ke o amiras os to ikousen, makrea ton apoxevin,

eripsen to kontarin tou ke daktilon tou dichni

ke meta tou daktilou tou tiouton logon legi:

«Na zis, kale neotere, edikon sou ene to nikos.»
- IPA-Umschrift:

kɛ ɔ ami'ras ɔs tɔ 'ikusɛn, ma'krɛa tɔn apɔ'ksɛvin

'ɛripsɛn tɔ kɔn'tarin tu kɛ 'ðaktilɔn tu 'ðixni

kɛ mɛ'ta tu ðak'tilu tu ti'utɔn 'lɔɣɔn 'lɛʝi

na zis, ka'lɛ nɛ'ɔtɛrɛ, ɛði'kɔn su 'ɛnɛ tɔ 'nikɔs
- Übersetzung:

Und als der Emir es hörte, zog er sich etwas zurück,

warf seinen Speer fort und zeigte ihm seinen Finger

und mit diesem Fingerzeig sprach er dieses Wort:

„Du sollst leben, guter Jüngling, der Sieg ist dein.“

## Wirkung auf andere Sprachen

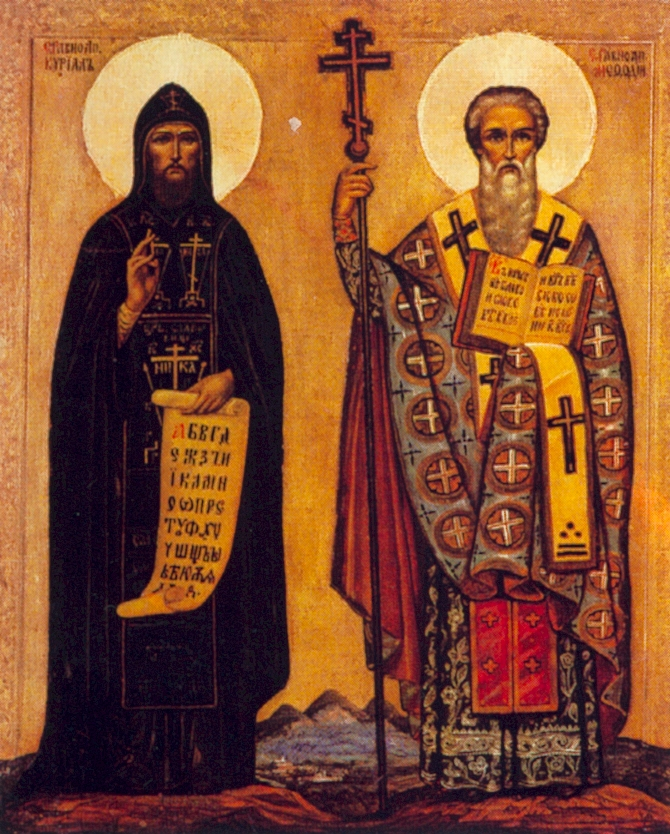
Kyrill und Method auf einer russischen Ikone

Das Mittelgriechische hat als Sprache der orthodoxen Kirche, vor allem mit der Slawenmission der Brüder Kyrill und Method, im religiösen Bereich Eingang in slawische Sprachen gefunden, insbesondere in das Altkirchenslawische und über dessen Nachfolger-Varietäten, die verschiedenen Kirchenslawisch-Redaktionen, auch in die Sprachen der Länder mit orthodoxer Bevölkerung, also vor allem das Bulgarische, Russische, Ukrainische und Serbische. Deshalb entsprechen griechische Lehnwörter und Neologismen in diesen Sprachen oft der byzantinischen Phonologie, während sie in die Sprachen Westeuropas über lateinische Vermittlung in der Lautgestalt des klassischen Griechisch gelangt sind (vergleiche deutsch Automobil mit russisch автомобиль awtomobil und die entsprechenden Unterschiede im Serbokroatischen – Kroatien mit katholischer Historie, Serbien mit serbisch-orthodoxer).
Einige deutsche Wörter, vor allem aus dem religiösen Bereich, sind ebenfalls aus dem Mittelgriechischen entlehnt worden. Hierzu zählen Kirche (aus κυρικόν kirikón ‚Gotteshaus‘ [nachgewiesen im 4. Jh.], einer Vulgärform von κυριακόν kȳriakón, Neutrum Singular zu κυριακός kȳriakós ‚dem Herrn gehörig‘; davon die feminine Form κύρικη kíriki [vermutlich ist basilica zu ergänzen] und althochdeutsch kirihha) und Pfingsten (aus πεντηκοστή [ἡμέρα] pentikostí [iméra] ‚der fünfzigste [Tag, scil. nach Ostern]‘; entlehnt entweder über spätlateinisch pentecoste oder gotisch paíntēkustēn; davon althochdeutsch fimfkustim).

## Forschung

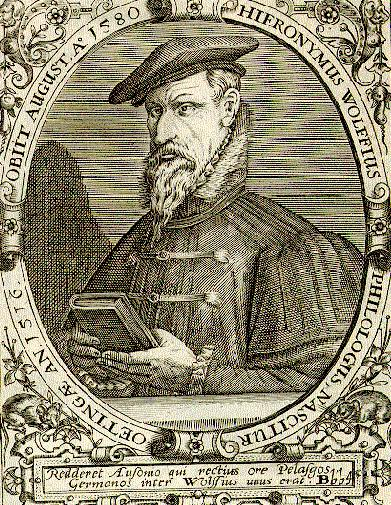
Hieronymus Wolf

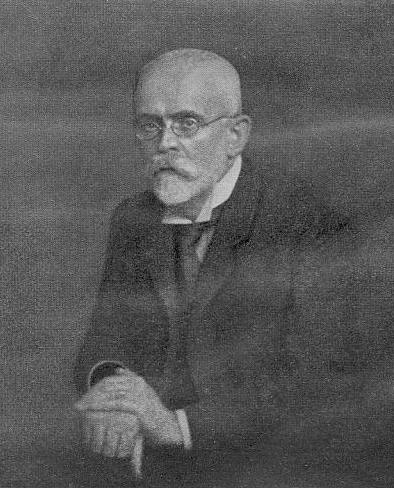
Karl Krumbacher

Im Byzantinischen Reich wurden alt- wie mittelgriechische Texte vielfach kopiert, das Studium dieser Texte war Bestandteil der byzantinischen Bildung. Mehrere Abschrift-Sammlungen versuchten, die griechische Literatur seit der Antike umfassend zu dokumentieren. Nach dem Niedergang Ostroms gelangten viele Gelehrte und eine große Zahl von Handschriften nach Italien, mit dessen Wissenschaftlern schon seit dem 14. Jahrhundert ein reger Austausch bestanden hatte. Die italienischen und griechischen Humanisten der Renaissance legten bedeutende Sammlungen in Rom, Florenz und Venedig an. Die Vermittlung des Griechischen durch griechische Zeitgenossen bewirkte auch die itazistische Tradition der italienischen Gräzistik.
Im 16. Jahrhundert begann auch in West- und Mitteleuropa durch Vermittlung von Gelehrten, die an italienischen Universitäten studiert hatten, die gräzistische Tradition, die die byzantinischen Werke mit einschloss, die vornehmlich die klassische Philologie, Geschichte und Theologie, jedoch nicht mittelgriechische Sprache und Literatur zum Hauptgegenstand der Forschung hatte. Als ‚Vater‘ der deutschen Byzantinistik gilt Hieronymus Wolf (1516–1580). In Frankreich war Charles Dufresne Du Cange (1610–1688) der erste bedeutende Byzantinist. Im 18. Jahrhundert ließ das Interesse an byzantinistischen Forschungen deutlich nach – die Aufklärung sah in Byzanz vorrangig die dekadente, untergehende Kultur der Endzeit des Reichs.
Erst im 19. Jahrhundert nahm, nicht zuletzt angeregt durch den Philhellenismus, die Veröffentlichung und Erforschung mittelgriechischer Quellen rapide zu. Auch erste volkssprachliche Texte wurden ediert. Allmählich begann sich die Byzantinologie von der Klassischen Philologie zu lösen und eine eigenständige Forschungsrichtung zu werden. Der bayerische Wissenschaftler Karl Krumbacher (1856–1909), der auch im nunmehr gegründeten Staat Griechenland forschen konnte, gilt als Begründer der Mittel- und Neugriechischen Philologie. Er bekleidete ab 1897 einen Lehrstuhl in München. Ebenfalls im 19. Jahrhundert begründete sich aus der kirchengeschichtlichen Verbindung zum Byzantinischen Reich die russische Byzantinologie.
Für den 1832 wiedergegründeten Staat Griechenland war die byzantinistische Forschung von großer Bedeutung, da der junge Staat seine kulturelle Identifikation in der antiken und orthodox-mittelalterlichen Tradition wiederzufinden versuchte. Der spätere griechische Ministerpräsident Spyridon Lambros (1851–1919) begründete die griechische Byzantinologie, die von seinen und Krumbachers Schülern weitergeführt wurde.
Eine hervorragende Rolle spielt die Byzantinologie auch in den anderen Ländern der Balkanhalbinsel, da die byzantinischen Quellen oft bedeutend für die Geschichte des jeweils eigenen Volkes sind. So gibt es eine längere Forschungstradition zum Beispiel auch in Serbien, Bulgarien, Rumänien und Ungarn. Weitere Zentren der Byzantinologie befinden sich in den USA, in Großbritannien, Frankreich und Italien. Im deutschsprachigen Raum sind heute das Institut für Byzantinistik, Byzantinische Kunstgeschichte und Neogräzistik der Ludwig-Maximilians-Universität München und das Institut für Byzantinistik und Neogräzistik der Universität Wien die bedeutendsten. Als internationaler Dachverband der Byzantinistik fungiert die Association Internationale des Études Byzantines (AIEB) mit Rechtssitz in Paris.